# NGC 5684
NGC 5684 (również PGC 52179 lub UGC 9402) – galaktyka soczewkowata (S0), znajdująca się w gwiazdozbiorze Wolarza. Odkrył ją William Herschel 1 maja 1785 roku. Jest to galaktyka z aktywnym jądrem typu LINER.